# Protocollo di Mosca
Il Protocollo di Mosca (in ceco Moskevský protokol, in slovacco Moskovský protokol, ufficialmente Protocollo dei negoziati delle delegazioni della ČSSR e URSS) era un documento firmato dai leader politici cecoslovacchi a Mosca, dopo la Primavera di Praga. I negoziati si svolsero dal 23 al 26 agosto 1968. I principali firmatari furono il Presidente Ludvík Svoboda, il Primo Segretario del Comitato Centrale del Partito Comunista Cecoslovacco Alexander Dubček, il Primo Ministro Oldřich Černík, il Presidente dell'Assemblea Nazionale Josef Smrkovský e la maggior parte dei ministri e leader del Partito Comunista (tra cui Gustáv Husák). L'unica persona presente ai negoziati che rifiutò di firmare fu František Kriegel.
Il documento revocava i principali elementi della primavera di Praga ma riportava al potere la maggioranza dei suoi leader e includeva, tra le sue molte aspettative, la promessa di proteggere il socialismo in Cecoslovacchia, di agire in base alle promesse fatte nella Dichiarazione di Bratislava, di denunciare il 14º Congresso del Partito e le sue risoluzioni, di frenare i media critici cecoslovacchi e di respingere qualsiasi interferenza nel Blocco orientale del Consiglio di sicurezza delle Nazioni Unite.